# Чемпіонат України з легкої атлетики в приміщенні 1992
Чемпіонат України з легкої атлетики в приміщенні 1992 серед дорослих став першим в історії незалежної України.
Основна першість була проведена 17-19 січня в Києві. Чемпіонство з легкоатлетичних багатоборств визначалось в межах окремої першості, що відбулась 18-19 січня в Луганську.

## Призери

### Чоловіки
| Дисципліни                | Золото                                   | Золото  | Срібло                                | Срібло  | Бронза                             | Бронза   |
| ------------------------- | ---------------------------------------- | ------- | ------------------------------------- | ------- | ---------------------------------- | -------- |
| 60 метрів                 |                                          |         |                                       |         |                                    |          |
| 200 метрів                |                                          |         |                                       |         |                                    |          |
| 400 метрів                | Валерій Козлов Житомирська область       | 49,27   | Петро Железний Одеська область        | 49,74   |                                    |          |
| 800 метрів                |                                          |         | Іван Гриник Миколаївська область      | 1.52,73 | Михайло Цема Львівська область     | 1.53,65  |
| 1000 метрів               |                                          |         | Іван Бондарук Хмельницька область     | 2.30,85 |                                    |          |
| 1500 метрів               |                                          |         | Андрій Чорноколпаков Київ             | 3.54,80 | Валер'ян В'язов Харківська область | 3.55,96  |
| 3000 метрів               | Андрій Чорноколпаков Київ                | 8.20,52 | Віктор Карпенко Київська область      | 8.21,22 | Ігор Сурла Чернівецька область     | 8.21,75  |
| 60 метрів з бар'єрами     | Геннадій Дакшевич Харківська область     | 7,67    | В'ячеслав Іващенко Черкаська область  | 7,80    |                                    |          |
| 3000 метрів з перешкодами | Олексій Пацерін Дніпропетровська область |         | Павло Армашов Вінницька область       | 8.53,96 | Віталій Мельцаєв Донецька область  | 9.00,20  |
| Ходьба 5000 метрів        |                                          |         |                                       |         | Віктор Чистов Херсонська область   | 19.38,21 |
| Стрибки у висоту          | Юрій Сергієнко Миколаївська область      | 2,30    |                                       |         |                                    |          |
| Стрибки з жердиною        | Сергій Фоменко Донецька область          | 5,66    |                                       |         |                                    |          |
| Стрибки у довжину         | Володимир Очкань Полтавська область      | 7,97    | Ігор Довойно Дніпропетровська область | 7,89    |                                    |          |
| Потрійний стрибок         |                                          |         | Ілля Ящук Київ                        | 16,34   |                                    |          |
| Штовхання ядра            |                                          |         |                                       |         |                                    |          |
| Семиборство               | Віталій Колпаков Луганська область       | 6019    | Іван Кирдода Черкаська область        | 5790    | Володимир Дерев'янчук Київ         | 5633     |

### Жінки
| Дисципліни                | Золото                                   | Золото   | Срібло                                      | Срібло   | Бронза                                  | Бронза  |
| ------------------------- | ---------------------------------------- | -------- | ------------------------------------------- | -------- | --------------------------------------- | ------- |
| 60 метрів                 |                                          |          |                                             |          |                                         |         |
| 200 метрів                | Антоніна Слюсар Дніпропетровська область | 24,36    | Світлана Біктіна Одеська область            | 25,07    |                                         |         |
| 400 метрів                |                                          |          | Людмила Ходасевич Дніпропетровська область  | 56,67    | Алла Ковпак Миколаївська область        | 56,88   |
| 800 метрів                |                                          |          |                                             |          |                                         |         |
| 1000 метрів               |                                          |          |                                             |          | Світлана Романовська Запорізька область | 2.51,28 |
| 1500 метрів               |                                          |          | Тетяна Біловол Одеська область              | 4.31,30  |                                         |         |
| 3000 метрів               |                                          |          | Тетяна Біловол Одеська область              | 9.29,66  | Ольга Стефанішина Тернопільська область | 9.31,19 |
| 60 метрів з бар'єрами     | Наталія Григор'єва Харківська область    | 7,95     |                                             |          |                                         |         |
| 2000 метрів з перешкодами |                                          |          |                                             |          | Анжеліка Аверкова АР Крим               | 6.27,19 |
| Ходьба 3000 метрів        | Ольга Леоненко Київ                      | 12.28,72 | Тетяна Рагозіна Полтавська область          | 12.42,40 |                                         |         |
| Стрибки у висоту          |                                          |          | Лариса Серебрянська Донецька область        | 1,86     |                                         |         |
| Стрибки у довжину         |                                          |          |                                             |          | Олена Семираз Тернопільська область     | 6,56    |
| Потрійний стрибок         | Олена Семираз Тернопільська область      | 13,91    |                                             |          |                                         |         |
| Штовхання ядра            |                                          |          | Людмила Воєвудська Дніпропетровська область | 18,43    | Надія Лукинів Івано-Франківська область | 17,31   |
| П'ятиборство              | Ірина Матюшева Київ                      | 4541 NIR | Ірина Олійник Одеська область               | 4095     | Тетяна Холодовська Черкаська область    | 3970    |